# 赤引温泉
赤引温泉（あかひきおんせん）は、愛知県新城市大野にあった温泉。

## 泉質
ラジウム温泉で、泉温は摂氏20度であるため、加熱されていた。慢性関節リウマチ・神経痛・神経炎に効くとされた。しかし、その後温泉は枯渇したため、人工のトロン温泉を提供していた。

## 温泉地
旅館1軒が存在したが現在は廃業。

## 歴史
弘法大師により発見された温泉とされ、かつては赤引の糸と称する伊勢神宮に奉納される絹布用の絹糸が生産されていたという。
2015年3月末を以て、赤引唯一の旅館は廃業した。

## アクセス
- JR東海飯田線三河大野駅下車、南東に1500メートル[1]。
- 国道151号[1]